# Stone Needle
 (mai 2014).
Si vous disposez d'ouvrages ou d'articles de référence ou si vous connaissez des sites web de qualité traitant du thème abordé ici, merci de compléter l'article en donnant les références utiles à sa vérifiabilité et en les liant à la section « Notes et références ».
Stone needle est une pierre dont les propriétés sont utilisées en médecine traditionnelle chinoise comme traitement parallèle à celui des plantes. Principalement outil de massage et d’acupuncture, la pierre est aussi portée  en bijou. De son nom chinois Bian Shi, appelée aussi « Bian stone » dans les pays anglo-saxons, la pierre stone needle est utilisée encore aujourd’hui en Chine dans les hôpitaux traditionnels pour masser en stimulant les points d’acupuncture, ce qui lui a valu son  nom de « pierre aiguille.».

## Historique

### Histoire
Selon la médecine chinoise traditionnelle, le stone needle est une pierre qui peut guérir les maladies. Les plus anciennes écritures sur cette pierre remontent à « l’empereur jaune »  qui  en  fait  mention  dans  ses documents.
Selon le « Classique des documents », les stone needle étaient des pierres  d’offrande qui servaient  à fabriquer des instruments musicaux pour honorer l’empereur royal. De nombreux documents historiques prouvent que des outils stone needle authentiques sont fabriqués par les mêmes pierres provenant du sud –ouest de la Chine, à côté de la mer. Les mêmes qui servaient à fabriquer les instruments musicaux. D’ailleurs des fouilles ont révélé de nombreux outils stone needle déterrés à Juxian et Da wenkou.  La thérapie stone needle est le plus ancien exercice médical chez l’être humain, il est apparu en Chine au Néolithique vers 20000 av. J.-C.

### Mécanisme de formation du stone needle
Selon les recherches des scientifiques du bureau sismologique chinois, après leurs explorations géologiques des gisements de stone needle, ils ont découvert qu’il y a 550 millions d’années, par orogenèse, des roches sédimentaires se sont formées par les mouvements naturels des montagnes et de la mer glacée.  Il y a 65 millions d’années, une météorite d’un diamètre de 10 kilomètres a percuté ce sol et explosé dans la région du sud-ouest de la province de Shandong en Chine.  En raison de  l’explosion de cette météorite, la surface des roches  calcaires s’est volatilisée puis combinée dans l’air saturé avec la matière de la météorite. Dans cet environnement isoionique, sous haute pression et haute température, la matière est retombée sur terre pour  former la pierre  qui est aujourd’hui appelée stone needle. Il y a 4 000 ans, la pierre était utilisée pour fabriquer des instruments musicaux en offrande pour le palais royal. Ces instruments musicaux furent utilisés par le bouddhisme, ou l’artéfact. Parallèlement, la pierre stone needle est aussi utilisée comme un outil de thérapie par le peuple chinois pour traiter les  douleurs.

## Caractéristiques du stone needle

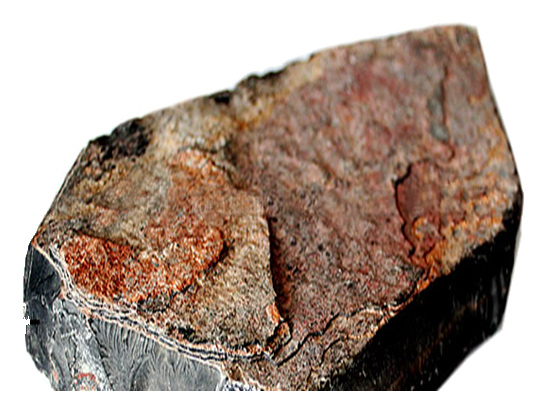
Pierre Stone Needle brute

Les laboratoires de l’Académie des sciences, de la technologie nucléaire, du bureau de sismologie et de l’université de la médecine traditionnelle de Pékin ont obtenu des résultats comme ainsi après trois ans  des recherches sur les caractéristiques  physiques du stone needle Sibin:
1. Il produit un champ magnétique. 
2. Quand il agit sur la peau, il crée des rayonnements du lointain infrarouge qui peut servir comme traitement médical physique : Infra-thermothérapies dans des  fréquences de l’ordre de 7-20 micromètres.
3. Il peut créer des  impulsions ultrasoniques à haute fréquence qui sont bénéfiques au corps humain. quand il est frotté à la peau, ces impulsions ultrasoniques atteignent en moyenne 3 708 fois dans un champ de fréquence allant de 2 hertz à 2 mégahertz.
4. Il n’a pas  de radioactivité, il n’est pas nocif.
5. Il est composé d’une trentaine d’éléments minéraux rares qui sont bénéfiques pour le corps humain : le strontium, le titane, le chrome, le manganèse, le zinc, etc. Parmi eux, il contient  en plus grande quantité de strontium. C’est une roche calcite cristalline. Structure microcristalline avec des calcites Crystal <0,03 mm. Cette pierre est très fine et lisse.  Par contre, les calcites cristallines ne sont pas toutes des stone needle Sibin. Comme son nom l’indique « pierre aiguille », quand nous tapons doucement  sur le corps avec les outils stone needle Sibin, nous  ressentons comme une piqûre d’aiguille.
6. Quand il est en contact avec la peau, la détection de la microcirculation montre que la vitesse du sang dans les vaisseaux capillaires s’accélère. Boire de l’eau imprégnée par les pierres Sibin peut faire baisser le cholestérol.
7. Il appartient à la catégorie des outils médicaux. Il n’appartient pas  à la catégorie des bijoux.
La  couleur des pierres Sibin est  naturellement  jaune grisâtre. Après polissage, elle devient noire, et après avoir absorbé la graisse du corps, sa couleur noire devient plus intense et brillante.
Aspect de la pierre Sibin : la couleur de la pierre provenant de l’ancien bassin fluvial est gris-jaune, accompagné dans sa texture naturelle de traces blanches ou jaunes. Les pierres Sibin ne sont pas épaisses, environ 5 cm.

## Thérapie stone needle

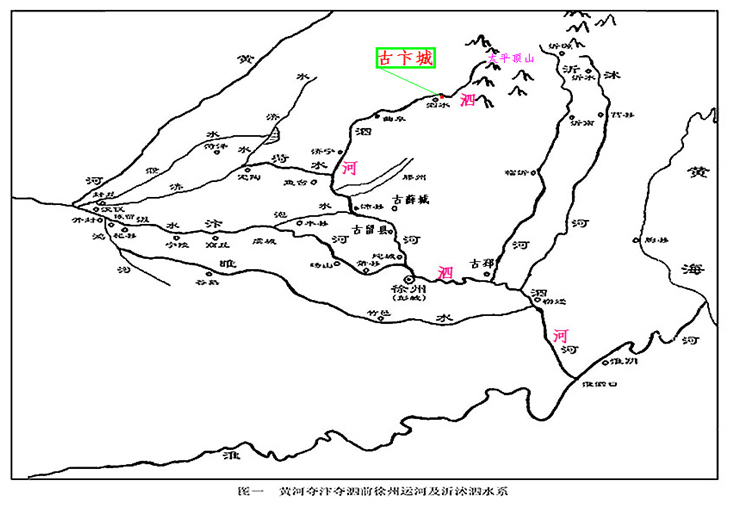
Bassin fluvial Si shui, Chine

Stone needle désigne une pierre qui, selon la médecine traditionnelle Chinoise, peut guérir les maladies. Il y a  des milliers d’années, nos ancêtres  avaient  commencé à modeler des outils pratiques et simples avec cette pierre pour traiter leurs maux. Avant que l’acupuncture et la moxibustion apparaissent, les anciens peuples chinois choisissaient  certaines pierres pour former des outils thérapeutiques qui permettaient de traiter la morbidité de leurs corps. À cette époque-là, ils n’avaient pas de connaissances médicales comme aujourd’hui. Quand ils avaient mal, ils chauffaient des pierres et grattaient l’endroit douloureux. Petit à petit, ils ont découvert que certaines pierres bien spécifiques pouvaient guérir leurs maladies, puis ils ont conclu cette méthode comme une des essences de la médecine traditionnelle chinoise. La pierre qu’ils avaient choisie, car la plus efficace, est  appelée en Chine bian shi ou aussi bian stone dans les pays anglo-saxons. La thérapie par la technique stone needle parle de l’utilisation des outils fabriqués avec les pierres stone needle pour effectuer des massages, des soins par pierre chaude, et d’autres opérations de traitements. Malheureusement, cette technique a été  perdue au cours des générations et avait disparu à la dynastie Han. Pendant des siècles, cet héritage n’est qu’une histoire dans certains endroits. Ces dernières années, grâce aux nouvelles technologies, cette matière pour fabriquer  les outils stone needle est  localisée dans la province de Shan Dong au bord de l’ancien bassin fluvial Si Shui en Chine.  Selon les médecins et spécialistes médicaux, les pierres flottant sur la terre de Si bin (ancien bassin fluvial Si shui) sont considérées comme la meilleure matière pour fabriquer les outils Stone needle.  L’ancienne technique est enfin ravivée et également  développée.  
Stone needle appartient  à la catégorie des appareils médicaux, il n’appartient pas au domaine des bijoux. Aujourd’hui, grâce à la technologie, la pierre stone needle peut être façonnée  sous différentes formes selon les besoins, jusqu’aux formes complexes des bijoux qui non seulement  apportent des effets bienfaisants au corps, mais sont aussi de beaux objets  à porter.
L’outil stone needle est un ancien appareil, et son utilisation est classée comme une des plus anciennes techniques traditionnelles médicales de «l’empereur jaune ». Il joue un rôle très important en médecine traditionnelle.

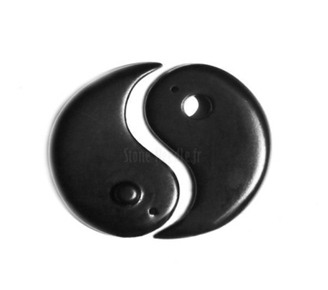
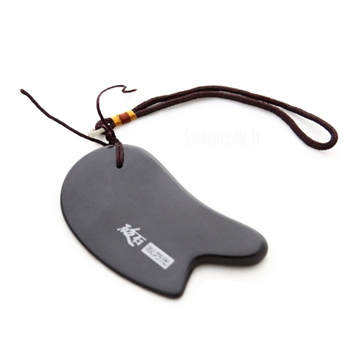
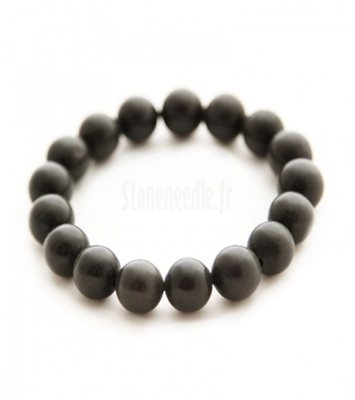
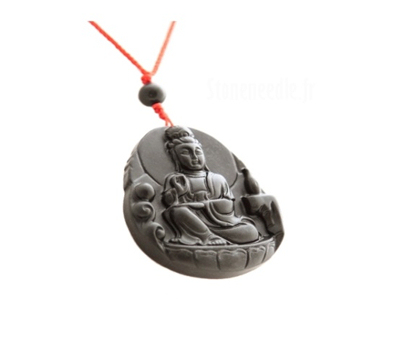

## Pratiques cliniques
Stone needle est souvent utilisé comme traitement médical supplémentaire dans les  hôpitaux Chinois dans le cas de maladies qui ne peuvent être guéries seulement par des traitements médicamenteux. C’est un traitement de lithothérapie pour certaines maladies comme le cancer, l’hypertension, la paralysie par accident  cérébro-vasculaire…  Il a surtout des effets pour les maladies des cervicales,  la périarthrite de l’épaule,  les douleurs de dos,  la migraine et les maladies sanguines. Il est aussi reconnu de nos jours  pour ses nombreux effets bénéfiques par exemple pour détendre, calmer l’esprit, pour ses qualités antistress, antifatigue, sa capacité à relâcher les muscles, favoriser le sommeil, améliorer la mémoire, hydrater et détoxiquer  le corps  et  aider la performance physique. Pour l’évaluation du stone needle, il faut non seulement voir son effet médical, mais aussi son effet global de protection de la santé. C'est-à-dire, qu’il faut l’utiliser en soins auto-administrés avant que la maladie n’apparaisse et pour l’empêcher d’arriver.  Stone needle  est reconnu en Chine comme élément de protection de la santé et son utilisation s’inscrit dans le cadre d’une hygiène de vie.

### Effets selon utilisation
_Effet de frottement
Par les frottements, porter cette pierre en stone needle est particulièrement recommandé pour soulager les douleurs des articulations et des muscles en stimulant la circulation sanguine. Porter cette pierre permet aussi de détendre l'esprit, de se protéger des nombreux rayonnements auxquels nous sommes soumis comme les téléphones portables et les ordinateurs.
__ Effet d’échauffement
Avec ses effets thermiques, il peut augmenter la microcirculation sanguine cutanée et soulager les douleurs.
__ Effets chimiques et biologiques
Les ondes ultrasoniques qu’il produit peuvent  influencer dans le corps les processus chimique et biologiques, le métabolisme.
__ Effets pour le système nerveux.
Le système nerveux est sensible aux ondes ultrasoniques, une petite quantité d’ondes peut  avoir une action inhibitrice sur les nerfs ou neurones en diminuant la vitesse de l’influx nerveux.
__ Autres effets.
Les ondes ultrasoniques peuvent accélérer les mouvements de l’estomac, stimuler la sécrétion du liquide gastrique, améliorer la circulation myocardique,  augmenter la circulation sanguine du rein en dilatant les vaisseaux. 
Il améliore le système immunitaire, nettoie les facteurs toxiques dans le foie et les reins.
La thérapie stone needle commence souvent par un massage chauffé pour ouvrir les Méridiens du corps, puis par une série de traitement avec l’outil stone needle réchauffé.  
Cette thérapie peut être appliquée avec d’autres thérapies traditionnelles, par exemple, acupuncture ou  ventouse pour  atteindre l’effet optimal pour  des maladies des vertèbres cervicales.